# Reimer Schmidt
Reimer Schmidt (* 10. April 1916 in Hamburg; † 14. November 2002 in Aachen) war ein deutscher Rechtswissenschaftler.

## Leben
Nach dem Abitur 1935 an der Holstenschule studierte er mit zweijähriger Unterbrechung durch den Militärdienst Rechtswissenschaft in Kiel, Königsberg in Preußen, Berlin und Hamburg und legte 1940 die erste und 1949 die zweite juristische Staatsprüfung in Hamburg ab, wo er 1948 promovierte und sich 1953 für bürgerliches, Handels- und Versicherungsrecht habilitierte. Von 1955 bis 1964 war er Vorstand der Deutschen Rückversicherung AG in Hamburg und Geschäftsführer der Arbeitsgruppe öffentlichrechtliche Versicherung. Seit 1956 war er außerplanmäßiger Professor und 1961 nach Ablehnung von Rufen nach Kiel, Köln, Frankfurt am Main und München wurde er zum ordentlichen Professor in Hamburg ernannt. 1967 wechselte er in den Vorstand der Aachener und Münchener Feuer-Versicherungs-Gesellschaft.

## Schriften (Auswahl)
- Entwicklungen und Erfahrungen auf dem Gebiet der Versicherung. Veröffentlichungen 1951–1982. Karlsruhe 1984, ISBN 3-88487-065-3.
- Versicherungsunternehmensrecht. Wiesbaden 1991, ISBN 3-409-00757-1.
- Versicherungsalphabet. Begriffserläuterungen aus Praxis und Theorie der Individualversicherung. Karlsruhe 1991, ISBN 3-88487-270-2.
- Weitere Überlegungen aus Anlass einer Reform des Versicherungsvertragsgesetzes. Karlsruhe 1999, ISBN 3-88487-816-6.